# Trachemys scripta scripta
La tortuga de orejas amarillas (Trachemys scripta scripta) es una tortuga de la familia Emydidae, que habita desde la parte Este de Estados Unidos hasta el norte de México.

## Descripción
Es una de las tres subespecies de Trachemys scripta que hoy reconoce la ciencia. Son tortugas robustas, que de adultas presentan una coloración general negruzca o pardo oscuro, con líneas muy contrastadas de color amarillo en cara, patas y cola. El plastrón es amarillo y luce normalmente muy pocas manchas, que siempre son negras, pequeñas y compactas. Los juveniles son de color verde vivo y con más dibujos en el espaldar. Se diferencia de las otras dos subespecies por el plastrón más amarillo, con menos manchas y más pequeñas, y porque la mancha postorbital de la sien y la raya que parte de debajo del ojo están unidas tras el mismo por una mancha amarilla vertical, lo que hace que tengan una suerte de media luna vertical amplia en el ojo. La mancha postorbital de la sien a veces es rojiza, pero siempre se torna negra y desaparece con la edad.
Incluida en el catálogo de especies exóticas invasoras en España, Real Decreto 630/2013 de 2 de agosto,por el que se regula el Catálogo de Especies Exóticas Invasoras.

## Hábitat
Aguas lentas o quietas, con fondo fangoso y gran vegetación sumergida o flotante. Y en invierno están en sitios más cálidos.
Se sitúa sobre cualquier objeto o sobre los bancos de arena para exponerse al sol. Muy acuática.
Viven en todo tipo de cursos de agua: ríos lentos, lagos, pantanos, estanques, balsas,... Se adaptan casi a cualquier medio acuático, excepto a los ríos de cauce rápido. También pueden tolerar hasta cierto punto el agua salobre.

## Dimensiones
Al nacer cuentan con un caparazón de 3 cm, pero llegan a alcanzar los 28 cm. Crecen durante toda su vida entre 10-40 cm de longitud de caparazón.
Los machos tienen la cola mucho más larga y fina que las hembras, las cuales su cola es más corta y ancha. La cloaca en los machos suele estar más alejada del plastrón que en las hembras. También se caracterizan por las uñas, los machos las tienen más largas (crucial para la reproducción) y las hembras más cortas. El plastrón en los machos se presenta cóncavo (para acomodar el caparazón de la hembra en la reproducción), mientras que el de las hembras totalmente plano.
Las hembras aun así son más grandes que los machos.

## Alimentación
Predominantemente omnívora para los ejemplares jóvenes en la naturaleza, además de pequeñas presas (invertebrados y vertebrados). La base de la dieta puede ser pienso para tortuga, además se le debe dar alimento de origen animal, como pueden ser todo tipo de insectos, caracoles, babosas, renacuajos, pequeños anfibios, peces, y también carne como grasa y pescado. Se les puede dar también algún tipo de fruta y verdura, pero no lo suelen aceptar. Para que tengan un aporte vegetal, se recomienda que sean incorporadas en el estanque o acuario diferentes plantas acuáticas, tanto de fondo como flotantes: jacinto de agua (Eichhornia), lechuga de agua (Pistia), Salvinia, Azola, lentejas de agua (Lemna), Elodea, Anubia, etc. Todas estas plantas servirán para decorar y limpiar el acuario, y cuando las tortugas tengan hambre se las comerán. aceptan plantas acuáticas; los adultos son carnívoros, necrófagos y coprófagos, pero mantienen en su dieta una parte vegetariana.
Para el buen crecimiento de estas tortugas, es necesaria una alimentación equilibrada. Nunca se les debe dar Gammarus o gambitas secas demasiado a menudo. Muchas personas se lo dan como alimento único y con el tiempo la tortuga sufre diferentes enfermedades derivadas de la falta de vitaminas.